# Мегхалая

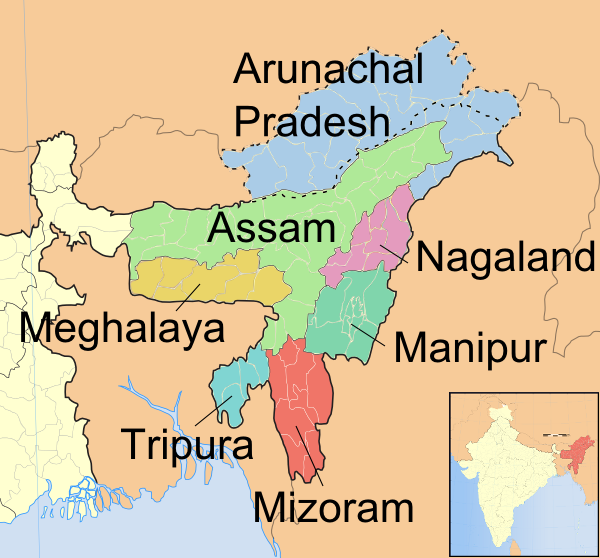
Мегхалая и штаты северо-восточной Индии

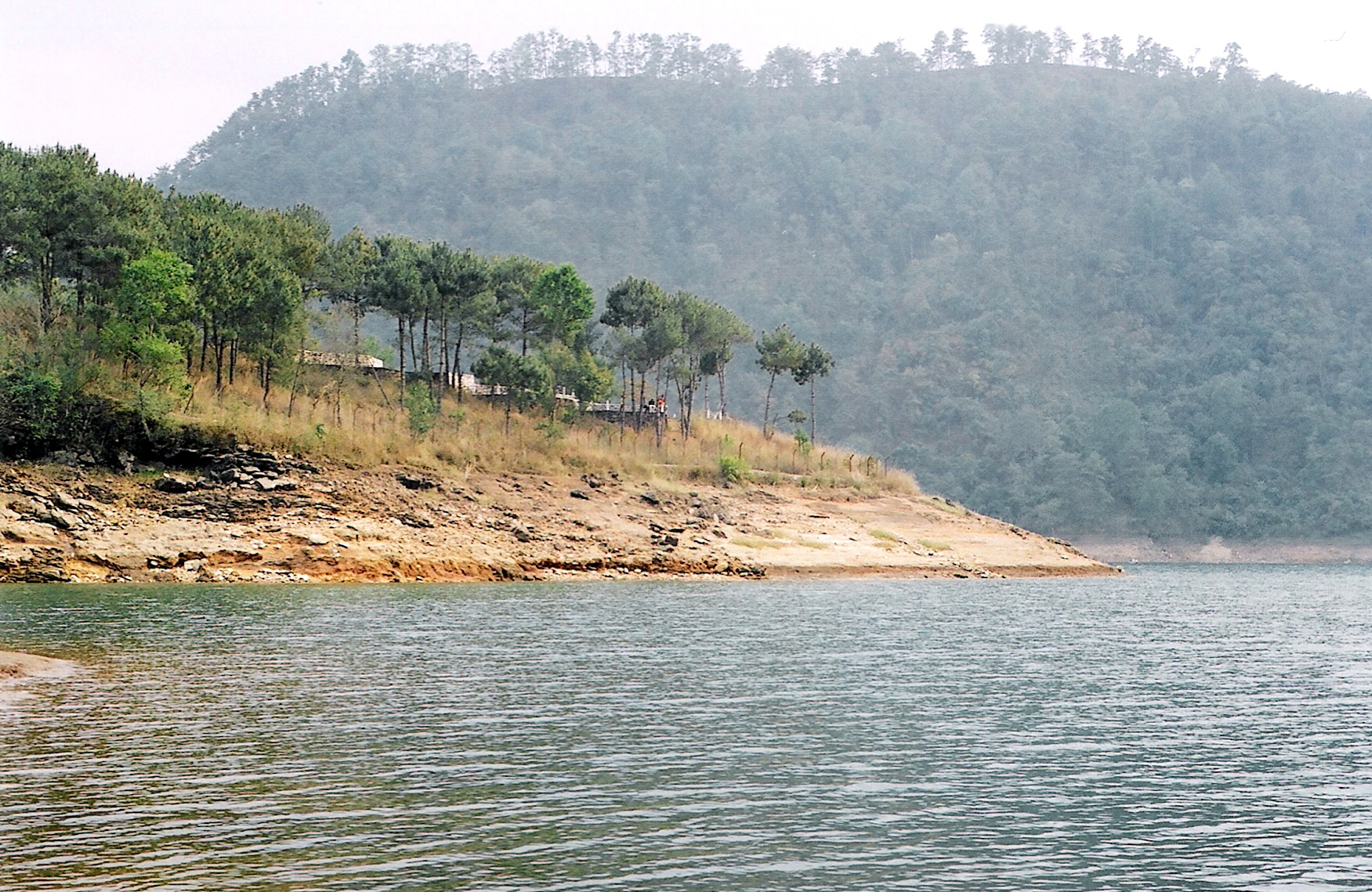
Озеро Умиам

Мегхала́я (деванагари मेघालय; англ. Meghalaya брит.: /meɪˈɡɑːləjə/) — штат на востоке Индии. Столица и крупнейший город — Шиллонг. Другие крупные города: Сохра, Тура, Джовай, Нонгстоин, Виллиамнагар, Нонгпох и Багхмара. Население 2 964 007 человек (23-е место среди штатов; данные 2011 года). Официальные языки — гаро, кхаси и английский. Площадь территории 22 429 км² (22-е место). Название штата переводится как «обитель облаков». Из-за горного расположения территория подвержена землетрясениям.

## География
Штат Мегхалая расположен на северо-востоке Индии, граничит с округами Гоалпара, Кампур, Нагаон, Карби Англонг и Северной Качар Хилс индийского штата Ассам (на севере и востоке) и с Бангладеш (на юге). Территория штата представляет собой плато Шиллонг. Высшая точка — гора Шиллонг возвышается на 1961 м над уровнем моря. Штат простирается примерно на 300 км в длину и 100 км в ширину.

### Климат
Западная часть плато, включающая горы Гаро менее высокая, среднегодовые температуры здесь выше, чем в других регионах штата. Район Шиллонг характеризуют высокие вершины, максимальные температуры здесь редко превышают 28 °С, а зимой температура иногда опускается ниже нуля. Городок Черапунджи, расположенный в горах Восточные Кхаси известен как самое дождливое место в мире. Годовая норма осадков здесь превышает 11 000 мм.

### Флора и фауна
Леса покрывают более 42 % от площади штата и отличаются большим биологическим разнообразием. Два наиболее распространённых дерева — тик и сал. Млекопитающие включают такие виды, как: индийский слон, медведь, гаур, буйвол, циветы, мангустовые, хорьки, грызуны, олени, кабаны. Известняковые пещеры Мегхалаи служат домом для большого разнообразия видов летучих мышей, многие из которых достаточно редкие. Кроме того, здесь водится более 250 видов бабочек.

## История
У населяющих штат Мегхалая племён кхаси, гаро и джантия были собственные независимые поселенческие образования до тех пор, пока они не попали под британское владычество. В 1835 году Великобритания включила этот регион в территорию штата Ассам, где он продолжал пользоваться полуавтономным статусом в силу договорных отношений с британским правительством.
Автономия обретена 2 апреля 1970, с 21 января 1972 года стал полноценным индийским штатом, обозначив начало нового периода в геополитической истории Северо-Восточной Индии. Штат был образован, после того как два округа выделились из штата Ассам и образовали отдельный штат, причём столица Ассама перешла в Мегхалая. Три племени кхаси, гаро и джайнтия, ранее (в XIX веке) имевшие собственные царства, смогли добиться таким образом самоопределения. После обретения статуса полноценного штата в 1972 году единой идентичности так и не сложилось из-за этнических различий внутри населения.
Город Шиллонг был столицей штата Ассам с 1874 года до 21 января 1972 года, когда на части территории образовался новый штат. Тогда Шиллонг стал столицей Мегхалая, а Ассам получил новую столицу — Диспур. Название Шиллонг образовано от имени основателя города. Этот город называют самопровозглашённой столицей индийской рок-музыки.
Уникальной достопримечательностью региона являются живые мосты из корней каучуконосного фикуса, привлекающие путешественников со всего мира.

## Население
По данным на 2011 год население штата составляет 2 964 007 человек. Большинство населения представлено такими народами как кхаси, джантийа и гаро. Гаро населяют западные округи Мегхалаи, кхаси сосредоточены в центральной части штата, а джантия проживают в восточных округах. Все три народности являются матрилинеальными. Это значит, что родословная и наследование ведутся по материнской линии. Другие этнические группы включают раджбонгши, боро, хаджонг, димаса, хмар, куки, лахрир, микир, рабла, непальцев.
Гаро
Считается, что предки современной народности гаро мигрировали с Тибета. С течением времени народность гаро распалась на три экзогамные группы: марак, сангма и момин. Экзогамия подразумевает запрет на браки внутри одной и той же группы, что способствует ассимиляции. Каждая группа подразделяется на несколько родов, являющихся единицей социальной организации гаро. Народность гаро объединяет несколько племён: амбенг на западе штата, атонг в низине долины Симсан, акава в северо-восточной части штата, мачти на возвышенности долины Симсан, чибок на возвышенности долины Бхуги, руга в низине долины Бхуги, дуал на возвышенности долины Симсан, чисак севернее матчи и дуал, котчу на востоке штата, коч на юго-западе штата.
Кхаси
Народность кхаси также объединяет несколько экзогамных групп. На брак в рамках одной экзогамной группы также наложено табу. Виды наказания за нарушение табу варьируются от остракизма до смертной казни.
Джантийа
Разделяют схожие с кхаси происхождение, традиции, обычаи, веру и привычки. Народности кхаси и джантия включают следующие племена: кнунриам в центре плато, пнар на Джантийских холмах, вар на юге штата, бхой на севере штата.
Мегхалая — один из трёх штатов Индии с христианским большинством (другие два — Нагаленд и Мизорам), христиане составляют 70,3 % мегхалайцев. Индуизм исповедует 13,3 % населения, анимизм — 11,5 %, ислам — 4,3 %.
На кхаси говорит около 47,05 % населения, на гаро — 31,41 %, на бенгальском — 8,04 %, на непали — 2,26 %, на хинди — 2,17 %. Среди племён распространён ряд языков и диалектов. Язык кхаси относится к австроазиатской языковой семье, в то время как гаро — тибето-бирманский язык, а такие языки, как бенгали, непальский и хинди относятся к индоарийским.
Половая диспропорция населения отражает общеиндийские тенденции: мужчин в штате больше, чем женщин. Согласно переписи 2001 года на 1000 мужчин приходится 975 женщин. Впрочем, процент женщин значительно выше среднего показателя по стране — 933. Это объясняется тем, что в отличие от большинства других частей Индии здесь нет особого предпочтения детям мужского пола.
Традиционно диспропорция в соотношении полов выше в сельских округах, нежели в городских. Так, среди городского населения показатель 985 женщин на 1000 мужчин, а среди сельского — 972.
Грамотность в штате Мегхалая составляет 63,31 %.
Динамика численности населения:
- 1951 — 606 000 чел.
- 1961 — 769 000 чел.
- 1971 — 1 012 000 чел.
- 1981 — 1 336 000 чел.
- 1991 — 1 775 000 чел.
- 2001 — 2 319 000 чел.
- 2011 — 2 964 007 чел.

## Административное деление
Штат Мегхалая делится на 7 административных округов:
- Восточные горы Гаро
- Восточные горы Кхаси
- Горы Джайнтия
- Западные горы Гаро
- Западные горы Кхаси
- Ри-Бхои
- Южные горы Гаро

Согласно следующему уровню административно-территориального деления, Мегхалая делится на 32 тексила.

## Устройство региональной власти
Высшими органами власти являются: губернатор, парламент штата, и совет министров во главе с премьер-министром. На вершине иерархической пирамиды штата стоит губернатор. Это церемониальная фигура, назначаемая президентом Индии на пятилетний срок. Губернатор формирует правительство штата во главе с премьер-министром из числа членов победившей на местных выборах политической партии. Фактически исполнительную власть в штате осуществляет премьер-министр, а не губернатор.
Как и большинство индийских штатов, Мегхалая имеет однопалатный парламент. Законодательная Ассамблея штата включает в себя 60 депутатов. Она избирается посредством всеобщих выборов на пять лет. Каждый депутат представляет один избирательный округ. В ведении парламента штата находятся любые вопросы, за исключением внешней политики, обороны, внешней торговли и гражданства, находящихся под юрисдикцией союзного парламента Индии. Выборы в Ассамблею стали проводиться с 1972 года. Начиная с 1978 года, проводятся каждые 5 лет. Мегхалая имеет двух представителей в нижней палате федерального парламента Индии, по одному от Шиллонг и Туры. Она также имеет одного представителя в верхней палате индийского парламента. В Мегхалае нет собственного верховного суда. На территорию штата распространяется юрисдикция верховного суда города Гувахати из соседнего штата Ассам.
Политические партии Мегхалаи в основном являются подразделениями федеральных партий. Партии штата не оказывают существенного влияния на политический процесс Индии, что объясняется неразвитой инфраструктурой и этническими противоречиями, доходящими порой до сепаратизма. Однако партии штата играют важную роль в кооперации региональной политической элиты через формирование стратегических альянсов.
- Политические партии Мегхалаи

## Экономика
Мегхалая является преимущественно аграрным, отсталым в хозяйственном отношении штатом с неразвитой инфраструктурой. Большая часть населения ведёт натуральное хозяйство, основанное на подсечно-огневой системе земледелия. 70 % населения занято в сельском хозяйстве, остальные 30 % проживают в городах. Аграрный сектор, в котором работает большая часть населения, составляет одну треть чистого внутреннего продукта штата.
Экономика штата основывается на сельском хозяйстве. Сельское хозяйство Мегхалаи характеризуется как малопродуктивное ввиду ограниченного применения новых технологий. Распространена нищета в сельских округах. Несмотря на большую долю лиц, занятых в секторе сельского хозяйства, Мегхалая по-прежнему сильно зависит от импорта продуктов питания. Обрабатываемые земли составляют около 10 % от площади штата. Основными с/х продуктами являются зерновые, главным образом рис (80 % от всех зерновых штата), в меньшей мере — кукуруза и пшеница. Выращиваются также масличные культуры, фрукты, овощи, хлопок. Недра штата богаты полезными ископаемыми, среди них: каменный уголь, известняк, силлиманит, каолинит, гранит, глина для огнеупорного кирпича (100 % добываемой в Индии), кварц, слюда, гипс. В штате занимаются также шелководством, лесозаготовками. Низкий уровень индустриализации и сравнительно низкий уровень инфраструктуры в штате препятствуют использованию природных ресурсов. Тем не менее, в последние годы в округе Джантия-Хиллс построены два крупных завода по производству цемента и несколько трубопроводов для использования богатых залежей известняка высокого качества.
По данным на 2000 год около трети населения штата живёт за чертой бедности, в сельских районах этот показатель достигает 55 %. По данным на 2004 год ВВП штата составило 1,6 млрд. $. Инфраструктура штата оценивается как неразвитая.
Следующая таблица отражает динамику роста ВВП штата Мегхалая в миллионах индийских рупий (1 доллар = примерно 64 рупии).
| Год  | ВВП, млн.индийских рупий |
| ---- | ------------------------ |
| 1980 | 2000                     |
| 1985 | 3930                     |
| 1990 | 8900                     |
| 1995 | 19950                    |
| 2000 | 37280                    |
| 2004 | 72408                    |

## Транспорт
Транспорт региона развит довольно плохо, единственным транспортом по сути является автодорожный. Город Шиллонг сравнительно хорошо соединён дорогами с другими районами, тогда как более отдалённые населённые пункты имеют плохое дорожное сообщение. Большая часть дорог не имеет покрытия. Также Мегхалая не имеет железнодорожной сети на своей территории, ближайший крупный железнодорожный узел — город Гувахати (штат Ассам).
Имеется небольшой аэропорт в городке Умрой, в 40 км от Шиллонга, на шоссе Гувахати—Шиллонг. Однако он принимает только местные рейсы из Калькутты и Агарталы.